# Nakoku
Nakoku (奴国, lit. "Estado de Na" ou "Província de Na") foi um estado presente no território japonês entre os séculos I e III, durante o Período Yayoi, localizado nos arredores das modernas cidades de Fukuoka e Kasuga e na Baía de Hakata, na Prefeitura de Fukuoka, na ilha de Kyūshū, no sul do Japão. Muito do que se sabe a respeito desse estado vem de antigos registros chineses.

O selo dourado do rei de Na.

De acordo com o livro Hou Hanshu, no ano de 57 d.C., o imperador chinês Guang Wudi, da Dinastia Han, concedeu a Na um selo imperial, baseado nos selos de jade chineses, mas feito de ouro: O selo dourado do rei de Na. Nesse selo, havia os seguintes dizeres: 漢委奴國王 (Kan no Wa no Na-no-Koku-ō, "Rei do Estado de Na de Wa [vassalo] de Han"). Em resposta, nesse mesmo ano, Na enviou emissários à capital chinesa, oferecendo tributo e cumprimentos formais de ano novo. O selo perdeu-se no tempo, até ser encontrado em 1784 por um fazendeiro do Período Edo, na ilha de Shika-no-shima, reforçando a existência de Na, até então conhecido somente em crônicas antigas.
Em Kasuga, há sítios arqueológicos onde foram descobertos grandes quantidades de tumbas escavadas no solo e cobertas por rochas. Nessas tumbas, pessoas eram sepultadas dentro de grandes jarros de cerâmica, juntamente com objetos do período Yayoi, como espelhos chineses, lanças, espadas e adagas de bronze, cordões e amuletos.
Uma referência a Na é encontrada no 30º volume do livro chinês de Wei A Crônica dos Três Reinos, na seção intitulada "A Conta dos Dōngyí: Uma Nota sobre o Wa" (東夷傳倭人條), que relata que Na ainda existia no século III, nomeando funcionários e afirmando que continha mais de 20 mil famílias; em comparação, na mesma seção, o livro afirma que Yamatai, o estado mais poderoso, continha aproximadamente 70 mil famílias. Esta seção é conhecida no Japão como o Gishi Wajinden (魏志倭人伝, "Crônicas de Wei: Registros sobre Wa").[carece de fontes?]